# بمب‌افکن سنگین

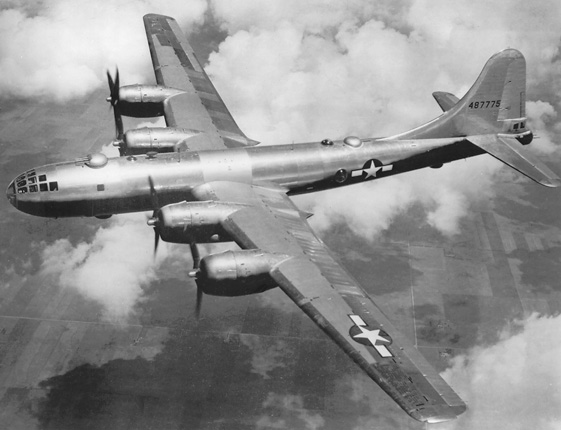
یک بمب‌افکن سنگین بوئینگ بی-۲۹

هواگردهای از نوع بمب‌افکن سنگین (انگلیسی: Heavy bomber)، هواگرد ثابت‌بال از نوع بمب‌افکن هستند که می‌توانند بیشترین بار مفید تسلیحات هوا به زمین را حمل کنند و بیشترین مسافت ممکن را برای این منظور بپیمایند. این نوع هواگردها در نیمهٔ دوم قرن بیستم تا حد زیادی با بمب‌افکن راهبردی که کوچکتر است اما توان حمل سلاح هسته‌ای را داراست جایگزین شدند.